# Orosz Atanáz
Orosz Atanáz, születési nevén Orosz László (Nyíregyháza, 1960. május 11. –) magyar görögkatolikus szerzetes, püspök, egyházi író, 2015. március 20. óta a Miskolci egyházmegye megyés püspöke és 2015. október 30-ig a Nyíregyházi egyházmegye apostoli adminisztrátora.

## Pályafutása
Édesapja görögkatolikus pap, akinek nyolc gyermekéből ketten lettek papok.
A Pannonhalmi Bencés Gimnáziumban érettségizett 1978-ban. Filozófiai és teológiai tanulmányait a Központi Papnevelő Intézet növendékeként a mostani Pázmány Péter Katolikus Egyetemen végezte kitűnő eredménnyel  ahol licenciát, majd 1984-ben doktorátust szerzett teológiából. 1985. augusztus 4-én szentelték pappá Budapesten.
1985–től káplánként szolgált Budapesten. 1987-től a Pápai Magyar Intézet ösztöndíjasaként Rómában, a Lateráni Pápai Egyetemen tanult. 1989-ben a Szent Alfonz Akadémián erkölcsteológia, 1990-ben az Augustinianumban  patrisztika diplomát szerzett, valamint liturgikus és ökumenikus tárgyakat hallgatott a Pápai Keleti Intézetben. Rövid ideig káplán volt Máriapócson.
Római tanulmányai befejeztével 1989-ben a nyíregyházi Görögkatolikus Papnevelő Intézet tanulmányi prefektusa és a Szent Atanáz Görögkatolikus Hittudományi Főiskola tanára lett. 1991-től 1993-ig noviciusként a chevetogne-i bencés kolostorban élt Belgiumban. 1993 és 1995 között a Szent Atanáz Görögkatolikus Hittudományi Főiskola rektora, majd 1995-ben négy évre visszatért Chevetogne-ba, mint szerzetes a jelenlegi hajdúdorogi metropolitával, Kocsis Fülöppel. 1996. július 19-én tett szerzetesi fogadalmat.
Chevetogne-ból visszatérve 1999-ben szerzetestársával közösen megalapították Dámócon a Feltámadás kolostort. Az itt kialakuló Krisztus feltámadásáról elnevezett görögkatolikus szerzetesközösséget Keresztes Szilárd püspök 2000-ben áldotta meg; 2004-ben egyházmegyei jogú közösség volt 2 taggal, elöljárója Orosz Atanáz volt. 2008-tól Kocsis Fülöp püspökké szentelésétől egyedül élt a kolostorban a szigorú szerzetesi életszabályok szerint.
2000-től a Hittudományi Főiskola rendkívüli, 2002-től a patrisztika rendes tanára lett. 2010-től a Magyar Katolikus Püspöki Konferencia a Központi Papnevelő Intézet propedeutikus évének elöljárójává választotta.
A bizánci teológia kompetens szakértője. Számos cikket és könyvet publikált, nem csak a patrisztika, hanem a bizánci liturgia és az ökumenizmus témakörében is. Publikációi országosan és nemzetközileg is elismertek.
2019. március 15-én a Miskolci Egyházmegye struktúrájának kialakításaban végzett munkája, valamint a hátrányos helyzetű gyermekek felzárkóztatása, és a cigánypasztoráció területén elért eredményeinek elismeréseként a Magyar Érdemrend középkeresztje kitüntetésben részesült az Országházban. 

### Püspöki pályafutása
2011. március 5-én XVI. Benedek pápa kinevezte a Miskolci apostoli exarchátus püspök-exarchájává, Panium címzetes püspöki székét adományozva számára. Egyben a Miskolci apostoli exarchátus területét a polgári közigazgatási határoknak megfelelően módosította, amely így most megegyezik Borsod-Abaúj-Zemplén megye határával, és 59 parókia tartozik hozzá. 2011. május 21-én szentelte püspökké Miskolcon Cyril Vasil’ érsek, a Keleti Egyházak Kongregációjának titkára, Ján Babjak eperjesi görögkatolikus érsek és Kocsis Fülöp hajdúdorogi megyéspüpök. Püspöki jelmondata: „Szeretlek téged, Uram!” Ezzel összefüggésben a száz éve felszentelt Búza téri görögkatolikus templom székesegyházi rangot kapott a pápától.
2015. március 20-án Ferenc pápa az exarchátus területét – kisebb módosításokkal – meghagyva megalapította a Miskolci egyházmegyét, melynek megyés püspökévé Orosz Atanázt nevezte ki. Szintén rá bízta az újonnan alapított Nyíregyházi egyházmegye vezetését, apostoli adminisztrátorként, amely feladatot 2015. október 31-ig látta el, amikor is Ferenc pápa Szocska Ábel bazilita szerzetest nevezte ki a Nyíregyházi Egyházmegye „sede vacante” (széküresedés esetén, az új püspök beiktatásáig) apostoli kormányzójává.

## Művei
Számos írása jelent meg a Teológia, Mérleg, Vigilia és Athanasiana folyóiratokban.
- Ókeresztény írók (szerk. Vanyó László) Ford. Bp., 1983-91[3]
  - VI:164. (Nagy Szt. Baszileiosz: Buzdítás a szent keresztségre)
  - 303. (Nazianzoszi Szt Gergely első beszéde Julianosz császár ellen)
  - VII:57. (Szt. Apolló, v. Szakkasz ap. vértanúsága)
  - 133. (Szt. Ágota nagyvértanúnő vértanúsága)
  - 188. (A Rómában elhunyt szent, ingyenes orvosoknak, a csodatévő Kozma és Damjánnak pályafutása)
  - 373. (A szentéletű és hitvalló Maximosz atyának élete és vértanúsága)
  - VIII:445. (Antiochiai Szt. Theophilosz: Három könyv Autolükoszhoz)
  - XIII:447. (Szt. Athanasziosz: Levelek Szerapiónhoz)
- A boldogság útja. I. Nyíregyháza, 1990[3]
- Nagy Szt Bazil: Életszabályok I. (bővebben kifejtett szabályok); Életszabályok II. (rövidebben kifejtett szabályok); Evangéliumi etika. (Életszabályok III.) Nyíregyháza, 1991–1995[3]
- Nikolaosz Kabaszilasz liturgia-magyarázata. Nyíregyháza, 1996[3]
- Nagy Szt Bazil: Zsoltárkommentárok. Nyíregyháza, 1998[3]
- Nagyböjti énektár. Nyíregyháza, 1998[3]
- A görög atyák Bibliája korabeli értelmezésekkel. I. A Teremtés könyve. Nyíregyháza, 2001[3]
- Isten a szeretet. Válogatás Szent Maximosz hitvalló műveiből; bev., ford., jegyz. Orosz Atanáz; Jel, Bp., 2002 Vác (Ókeresztény örökségünk)
- Isten a szeretet. Válogatás Szent Maximosz hitvalló műveiből; ford., bev., jegyz. Orosz Atanáz; 2. jav. kiad.; Jel, Bp., 2013 (Ókeresztény örökségünk)
- Pentekosztárion avagy Húsvét-Pünkösdi Énektár (A görög Pentékosztárion Rohály Ferenc által készített fordításának átdolgozott kiadása.), Nyíregyháza, 2002
- Ménea I. Szeptember és október hónapokra, Nyíregyháza, 2002
- Hetvenes-bibliás és patrisztikus tanulmányok; szerk. Orosz Athanáz; Örökségünk, Nyíregyháza, 2004
- Ménea II. (nov. és dec. hónapokra). Nyíregyháza, 1998[3]
- Ménea III. Január és február hónapokra, Nyíregyháza, 2005, Szent Atanáz Görögkatolikus Hittudományi Főiskola
- Ménea IV. Március és április hónapokra, Nyíregyháza, Szent Atanáz Görögkatolikus Hittudományi Főiskola
- Ménea V. Május és június hónapokra, Nyíregyháza, Szent Atanáz Görögkatolikus Hittudományi Főiskola
- Ménea VI. Július és augusztus hónapokra, Nyíregyháza, Szent Atanáz Görögkatolikus Hittudományi Főiskola

Továbbá számos fordítás, könyvrészlet és folyóirat-cikk.

## Kitüntetései
- A Magyar Érdemrend középkeresztje (2019)